# Doonbeg
Doonbeg (Iers: An Dún Beag,Het kleine fort) is een dorp in het westen van County Clare. Het ligt aan de N67 tussen de plaatsen Kilkee en Milltown Malbay. De dichtstbijzijnde grotere plaats is Kilrush.

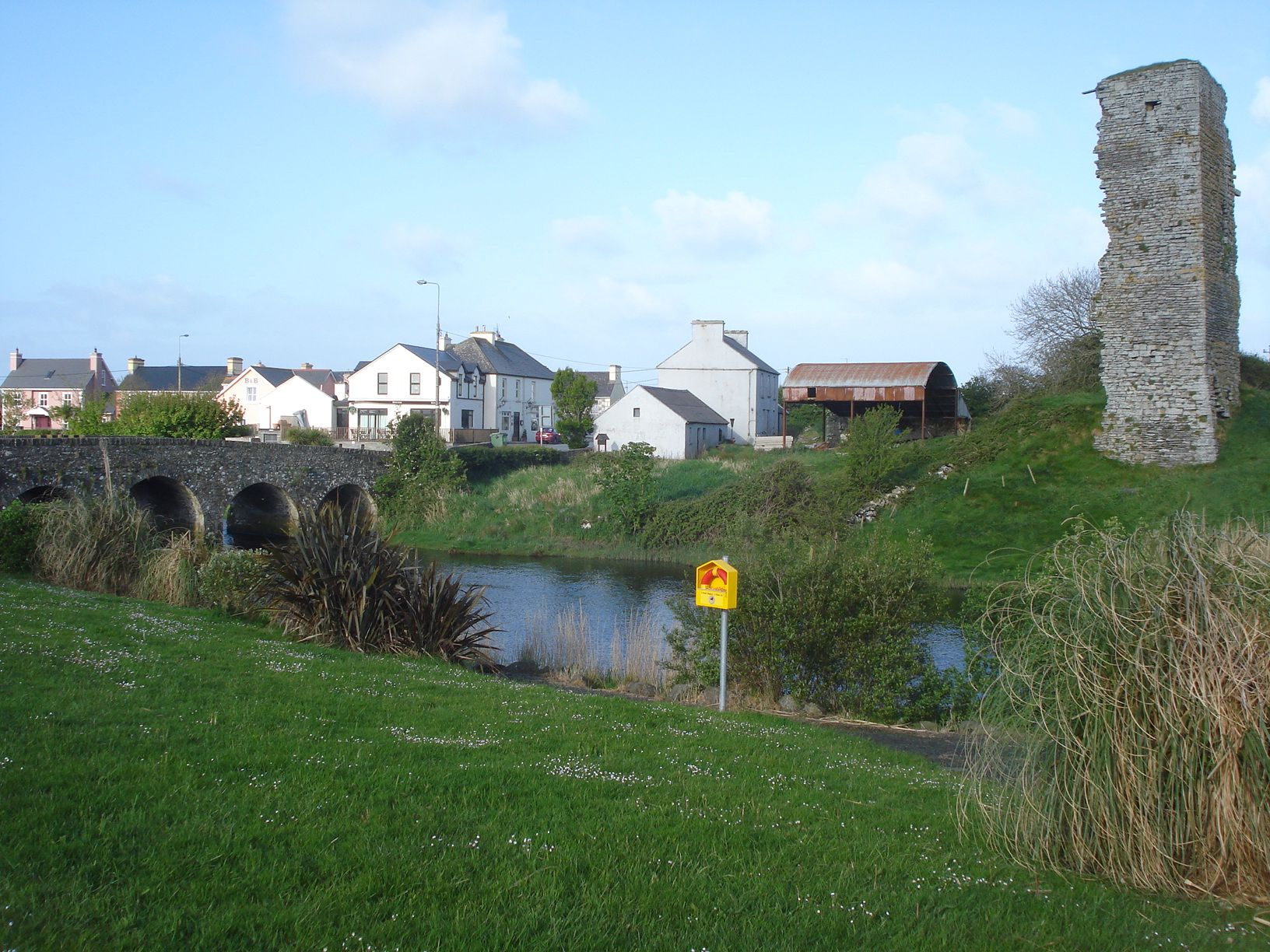
De brug in Doonbeg met rechts Doonbeg Castle

Het belangrijkste punt van het dorp is de markante brug in het centrum van het dorp. Deze brug overspant de rivier Doonbeg met 7 bogen. Het verbindt ook beide delen van het dorp met elkaar. In vroeger tijden was een vrouw genaamd Mary Belfast gedwongen in een van de bogen te leven. De resten van haar woning zijn nog steeds zichtbaar. De brug en omgeving wordt overzien door de resten van het kasteel van Doonbeg.
Het dorp maakt deel uit van de parochie Killard en het Bisdom Killaloe. Er is een moderne rooms-katholieke kerk uit de jaren 70. Bijzonder aan deze kerk zijn de glas-in-loodramen die ervoor zorgen dat gedurende de dag verschillende kleuren licht op het altaar vallen.

## Sport
Gaelic football is populair in Doonbeg. Doonbeg GAA speelt zijn thuiswedstrijden in het Shanahan McNamara Memorial Stadion, dat even buiten het dorp gelegen is. De club is na de Kilrush Shamrocks de meest succesvolle ploeg in het Clare Senior Football Championship met 18 overwinningen. Bijnaam van de ploeg is "The Magpies" (De Eksters), vanwege hun zwart-wit gestreepte shirts.
De Doonbeg Golf Club, sinds 2014 eigendom van Donald Trump,  ligt aan de noordzijde van het dorp.
Nabij Doonbeg ligt ook "Doughmore", een bekend strand voor surfen. Het strand is echter wel gevaarlijk voor zwemmers vanwege sterke muistromen. Het kleinste golfje kan hier gebruikt worden voor surfen omdat het strand niet gebruikt wordt door zwemmers en moeilijk bereikbaar is. Er is op dit moment (2008-2011) een bitter dispuut gaande over het recht van overpad voor wandelaars en surfers naar het strand ten opzichte van de golfbaan die het overpad kruist.

## Geschiedenis
Onderzoek heeft uitgewezen dat reeds in de Middeleeuwen een nederzetting bestond bij een rivierovergang in de Doonbeg. De Ierse naam Dúnbeag (klein fort) is waarschijnlijk afgeleid van het kasteel of een voorganger daarvan bij deze overgang. Het kasteel werd gebouwd in de 16e eeuw en heeft banden met de aloude clans MacMahon en O'Brien.

## Geografie

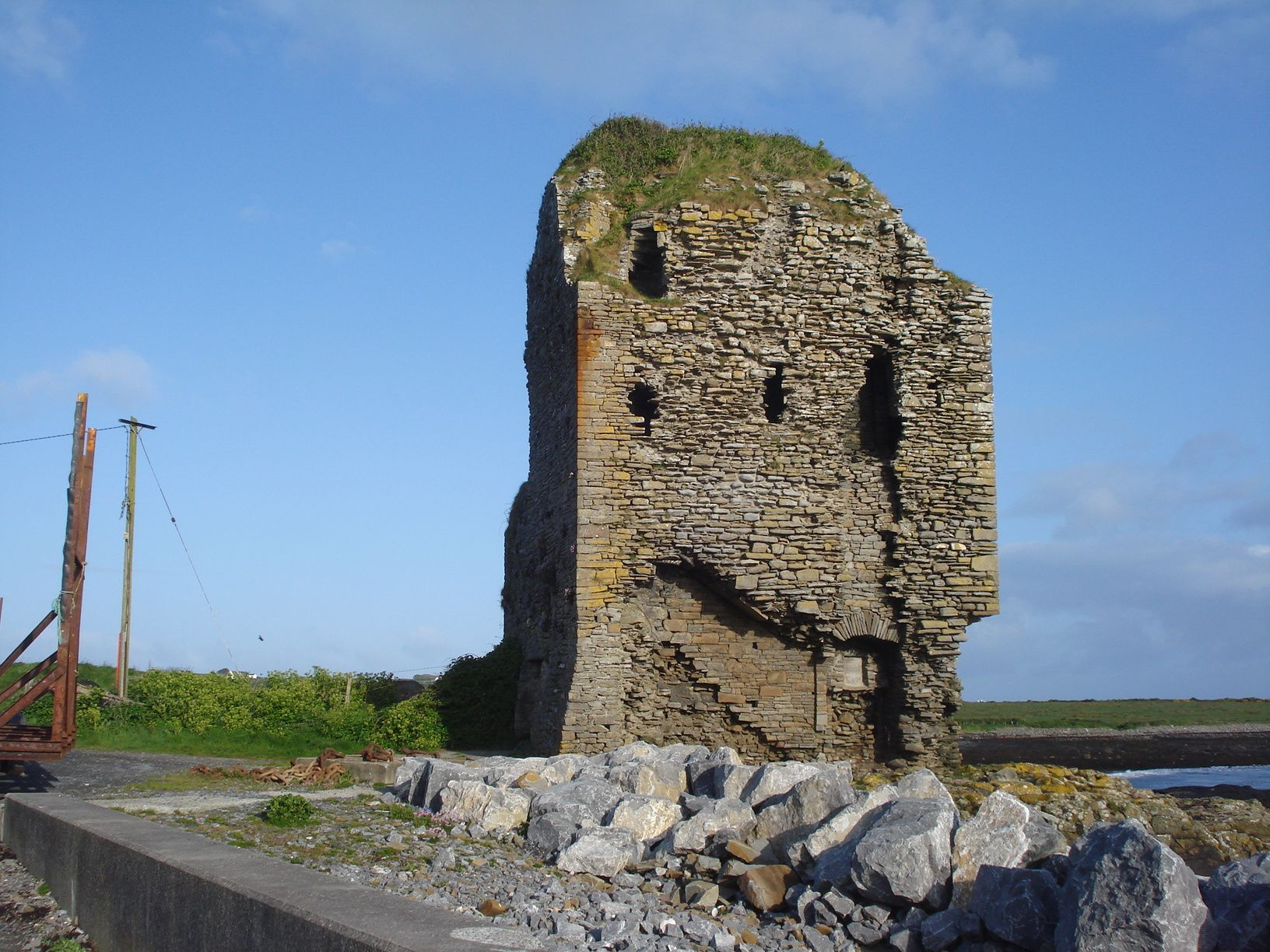
Doonmore Castle

Doonbeg wordt omringd door lage rollende heuvels met veel grasland. Het meeste grasland wordt gebruikt voor de melkveehouderij. In de omgeving zijn ook aanzienlijke veengebieden.
De Doonbeg stroomt door het dorp en mondt via de Baai van Doonbeg uit in de Atlantische Oceaan. Bij de monding is een pier gebouwd voor kleine vissersschepen. De ruïne van Doonmore Castle waakt over deze pier.

## Muziek
Traditionele muziek en dans zijn populair in Doonbeg. Een van zijn beroemde musici wordt dan ook geëerd met een eigen festival. Het Willie Keane Memorial Festival Weekend wordt jaarlijks in oktober gehouden. Daarnaast is er een Jazz Festival in juni.
Sinds 1962 wordt in Doonbeg ook het West Clare Drama Festival, een toneelfestival, gehouden.

## Toerisme
Het "White Strand" in het townland Killard trekt in de zomer veel bezoekers vanwege de twee beschikbare stranden met schoon en veilig zwemwater.
Rond Doonbeg is het ook goed vissen, zowel in de rivier als in de baai. Kustvissen is populair bij de "Blue Pool" in het townland Baltard, maar dit is extreem gevaarlijk bij slecht weer vanwege onvoorspelbare en hoge golven.